# Cliff House
Cliff House je neoklasicistní budova usazená na výběžku nad mořskými útesy severně od pláže Ocean Beach, v městské části Outer Richmond v San Franciscu v Kalifornii. Budova shlíží na zbytky Sutrových lázní a skalní útvary Seal Rocks. Je součástí chráněného území Golden Gate National Recreation Area pod Správou národních parků (National Park Sevice, NPS) v jejímž majetku je i Cliff House. Na terase budovy se nachází camera obscura o velikosti místnosti.
Po většinu své historie od roku 1863 Cliff House lákal hosty restauracemi a bary s výhledem na Tichý oceán. Od roku 1977 restaurace a bary provozoval soukromý subjekt, který měl smlouvu se Správou národních parků. V prosinci 2020 byl tento provoz po 47 letech ukončen, kvůli finančním ztrátám po pandemii covidu-19 a problémech s prodloužením smlouvy.
Cliff House se stal inspirací pro Václava Havla st., otce bývalého české prezidenta Václava Havla, aby nechal postavit Barrandovské terasy.

## Historie

### První Cliff House (1863–1894)

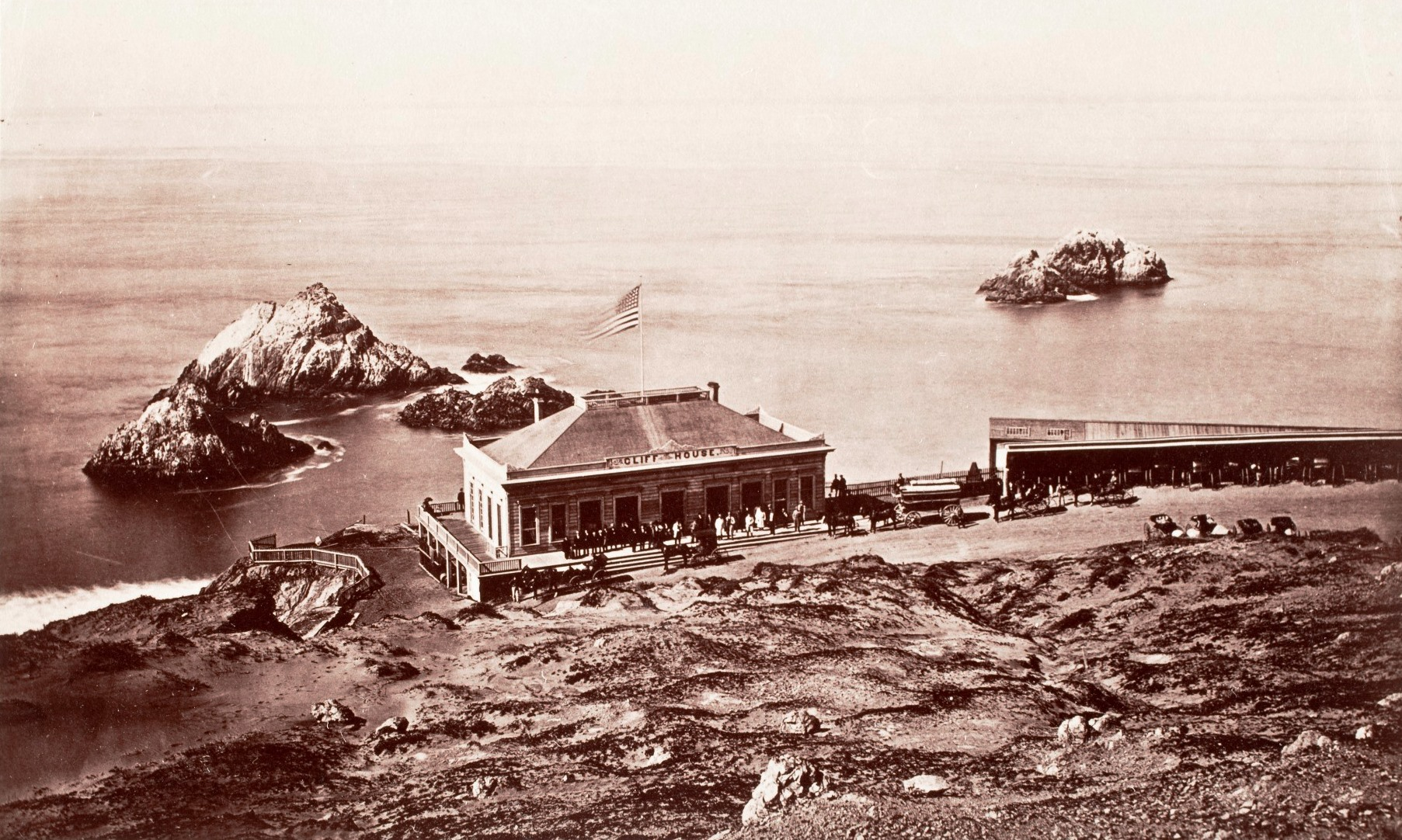
První Cliff House, kolem r. 1868

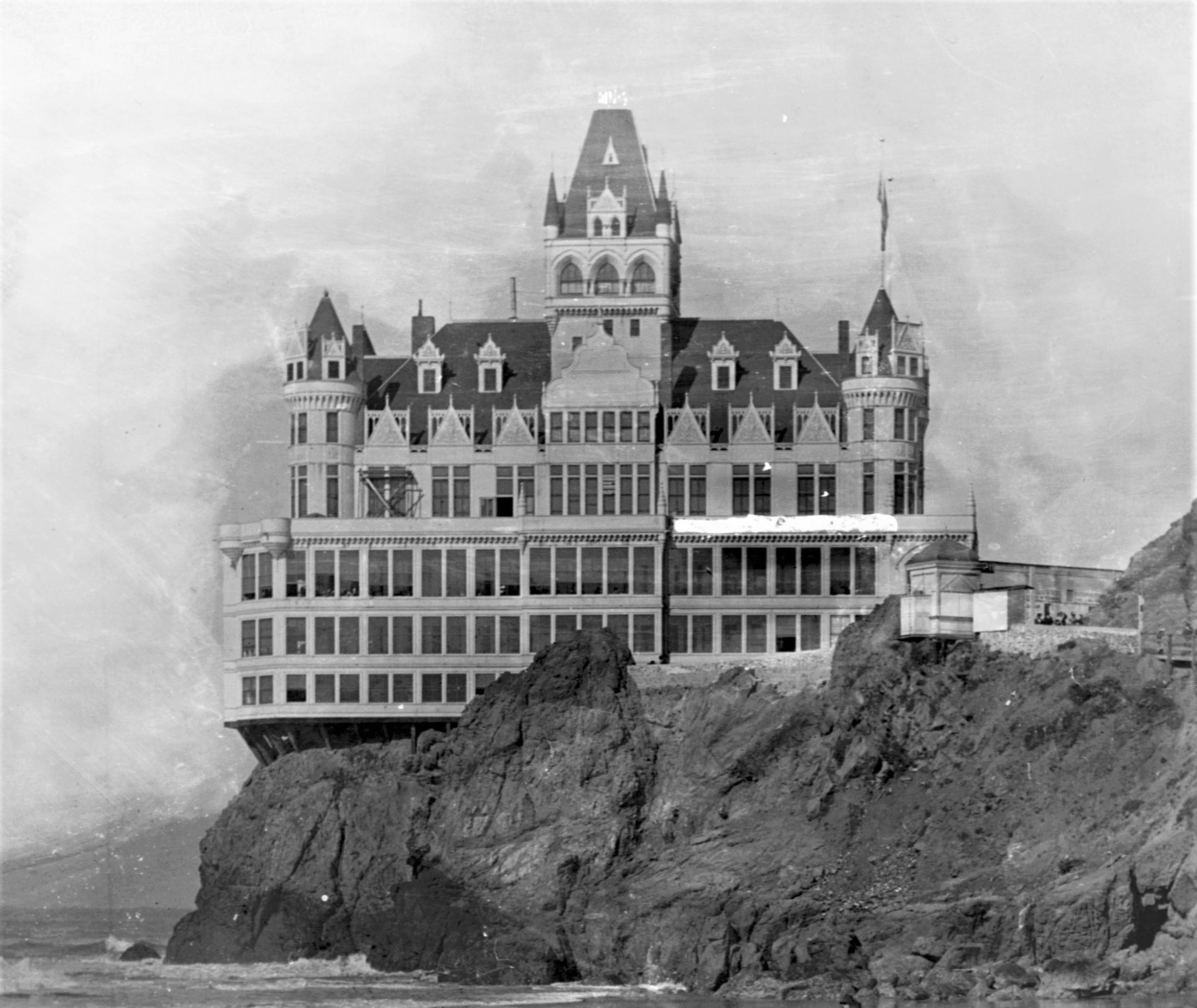
Druhý Cliff House kolem r. 1900

Vypráví se, že v roce 1858 osadník Samuel Brannan zaplatil 1500 dolarů za dřevo zachráněné z lodi, která ztroskotala skalnatém pobřeží čedičových útesů poblíž Seal Rocks, a postavil z něj první Cliff House. Brannan zde sice mohl postavit první stavbu, nicméně neexistuje žádný důkaz, který by to potvrzoval, proto jeho role zůstává apokryfní.
Cliff House postavil senátor John Buckley a C. C. Butler. Byl otevřen v roce 1863, kdy byl pronajat kapitánovi Juniusovi G. Fosterovi. Do města bylo daleko, takže zdejší restaurace hostila převážně jezdce na koních, lovce drobné zvěře nebo piknikáře na výletech. O rok později po otevření soukromé silnice s mýtným z Point Lobos se Cliff House stal nedělní destinací pro drožkáře. Později byla k této silnici ještě přistavěna 2 míle dlouhá závodní dráha, kde zámožní obyvatelé San Francisca závodili na koních.
O víkendech už zbývalo jen málo místa kam u Cliff House uvázat koně. Zanedlouho se omnibusy a železniční a tramvajové linky dostaly do blízkosti Lone Mountain, odkud pasažéři přestupovali na dostavníky jedoucí k pláži. Rozvoj parku Golden Gate Park lákal návštěvníky pláže, kteří se zde chtěli najíst a dívat se na lachtany slunící se na kamenech na Seal Rocks pod útesy. V roce 1877 soukromou silnici, nynější ulici Geary Street, zakoupilo město za cca 25 000 dolarů.
V roce 1883, po několika letech úpadku, Cliff House zakoupil Adolph Sutro, který vydělal jmění ve stříbře tím, že vyřešil problémy s ventilací a odváděním vody v dolech nevadské Comstock Lode. Po několika letech tichého provozu Jamese M. Wilkinse, byl Cliff House silně poškozen, když škuner Paallel, naložený lampovým olejem a nákladem obsahujícím výbušniny, ponechaným na mělčině v Lands End, explodoval v brzkých ranních hodinách 16. ledna 1887. Výbuch byl slyšet na tisíc mil daleko a zdemoloval celé severní křídlo budovy. Ta byla následně opravena, ale byla kompletně zničena požárem, který vypukl na Vánoce v noci roku 1894 kvůli defektnímu kouřovodu. Wilkins nedokázal zachránit knihu návštěv, která obsahovala podpisy tří amerických prezidentů a tucet podpisů slavných návštěvníků. Tato verze budovy s mnoha různými přístavbami vydržela 31 let.

### Druhý Cliff House (1896–1907)
V roce 1896 nechal Adolph Sutro znovu vystavit Cliff House jako sedmipatrový viktoriánský zámek, který byl někdy nazýván „Gingerbread Palace“ (v překladu: Perníkový palác), pod svým panstvím na útesech Sutro Heights. V tomto roce začaly také práce na Sutrových lázních v malé zátoce na sever přímo pod restaurací. Lázně tvořilo šest velkých vnitřních bazénů, muzeum, kluziště a další kratochvíle. Na nedělní výpravy sem vyrážely velké davy lidí, kteří přijížděli vlakem, na kolech, vozících a dostavníky. Sutro zakoupil některé sbírky vycpaných zvířat, umění a historické předměty ze zábavního areálu Woodward's Gardens, které nechal vystavit v Cliff House i v Sutrových lázních.
V roce 1906 Cliff House bez úhony přečkal zemětřesení v San Franciscu, ale kompletně vyhořel večer 7. září 1907.

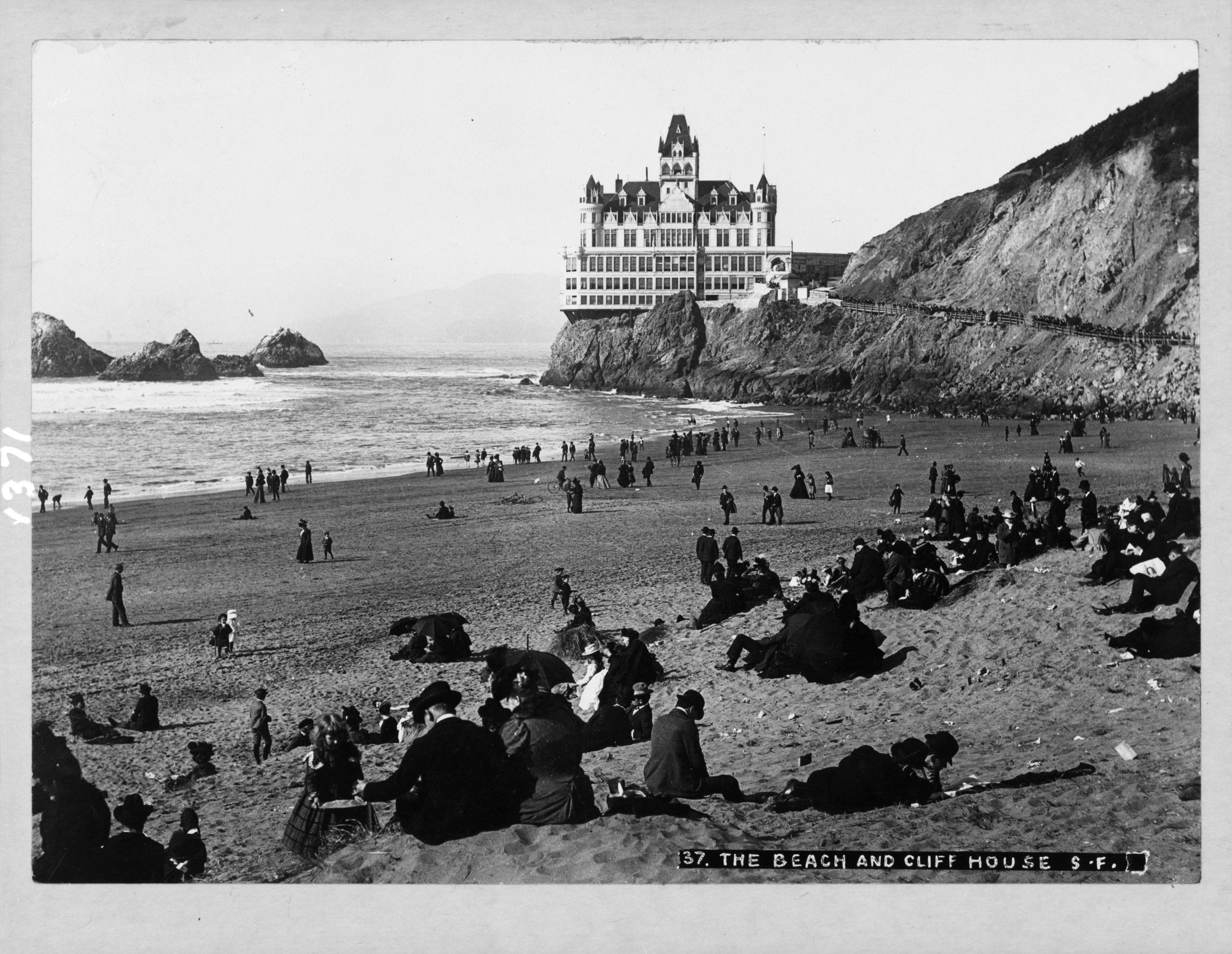
Druhý Cliff House, pohled z pláže

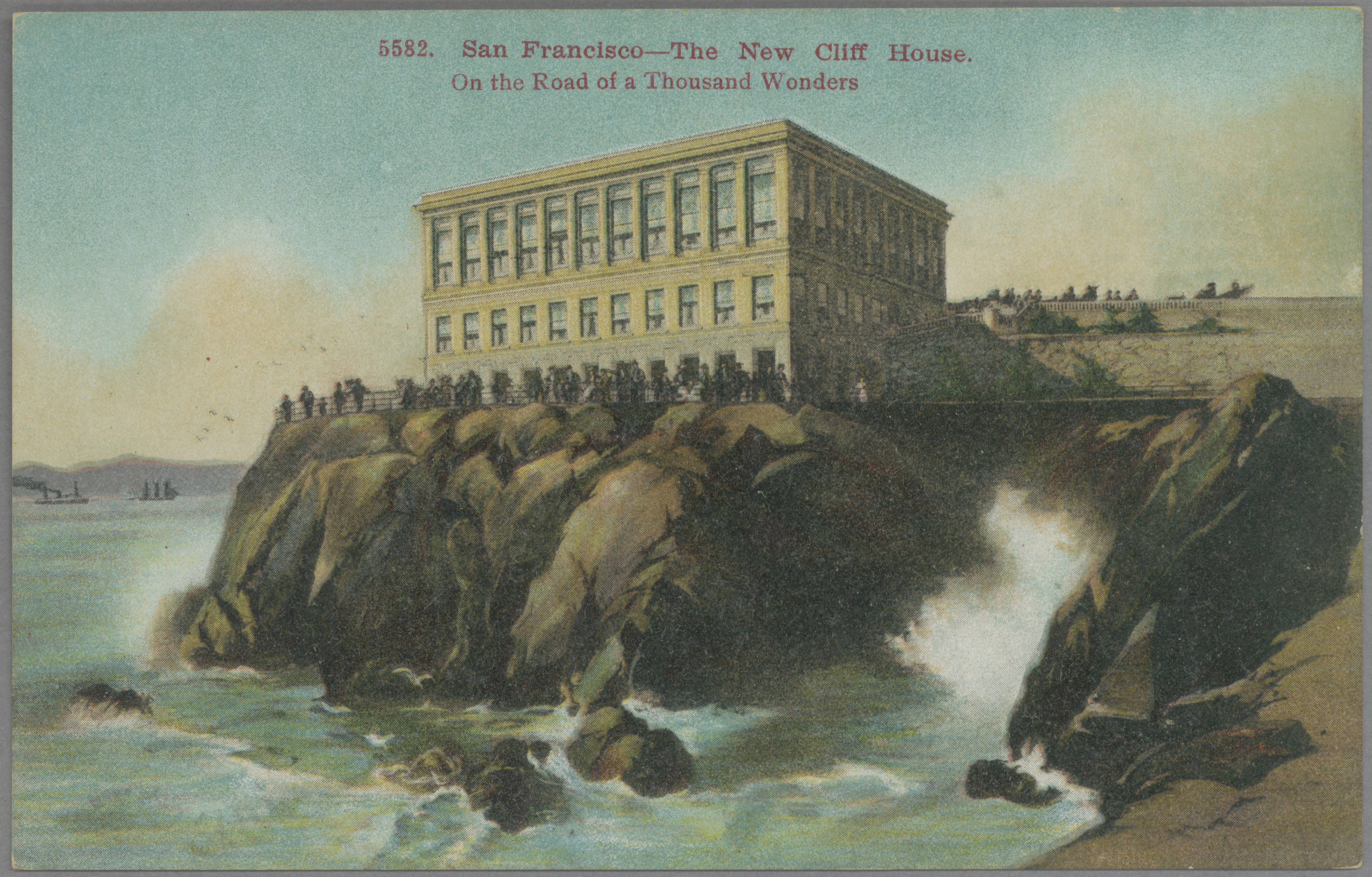
Třetí Cliff House, kolem r. 1909

### Třetí Cliff House (1909–současnost)

#### 1909–1937
Dr. Emma Merritt, Sutrova dcera, zadala po požáru firmě Reid & Reid zakázku na opětovnou výstavbu restaurace v neoklasicistním stylu. Stavba byla dokončena o dva roky později a je základem stavby, která se na místě nachází v současnosti. V roce 1914 příručka Bohemian San Francisco popsala Cliff House jako jednu z „nejlepších bohémských restaurací v San Franciscu...pokud jste si mysleli, že jste už předtím jedli dobrou snídani, teď víte, že jste měli jednu z nejlepších“.

#### 1937–2003
V roce 1937 George a Leo Withneyovi zakoupili Cliff House, aby doplnil jejich nedaleký zábavní park Playland-at-the-beach, a výrazně jej přestavili na americký motorest. V letech 1955–1966 nad kotlinou Sutrových lázní fungovala lanovka, schopná převést až 25 návštěvníků z Point Loobos, kolem umělého vodopádu až k vnější terase Cliff House.
V roce 1972 po uzavření zábavního parku Playland se muzeum Musée Mécanique s arkádovými hrami z 20. století, přesunulo do sklepení Cliff House. Na začátku 70. let byla část vnější fasády od pevniny dekorována rozsáhlou nástěnnou malbou zobrazující vlnobití, kterou namalovali umělci-hudebníci (a budoucí členové sanfranciské rokové kapely The Tubes) Michael Cotten a Prairie Prince.
Cliff House v roce 1977 získala do majetku Správa národních parků (National Park Sevice, NPS) a stal se součástí chráněného parku Golden Gate National Recreation Area. Po zakoupení budovy NPS uzavřela smlouvu s Danem a Mary Hountalasovými jako oficiálními koncesionáři nemovitosti. Smlouva byla obnovena v roce 1998, skrze rodinnou firmu, Peanut Wagon, Inc.

#### 2003–2020

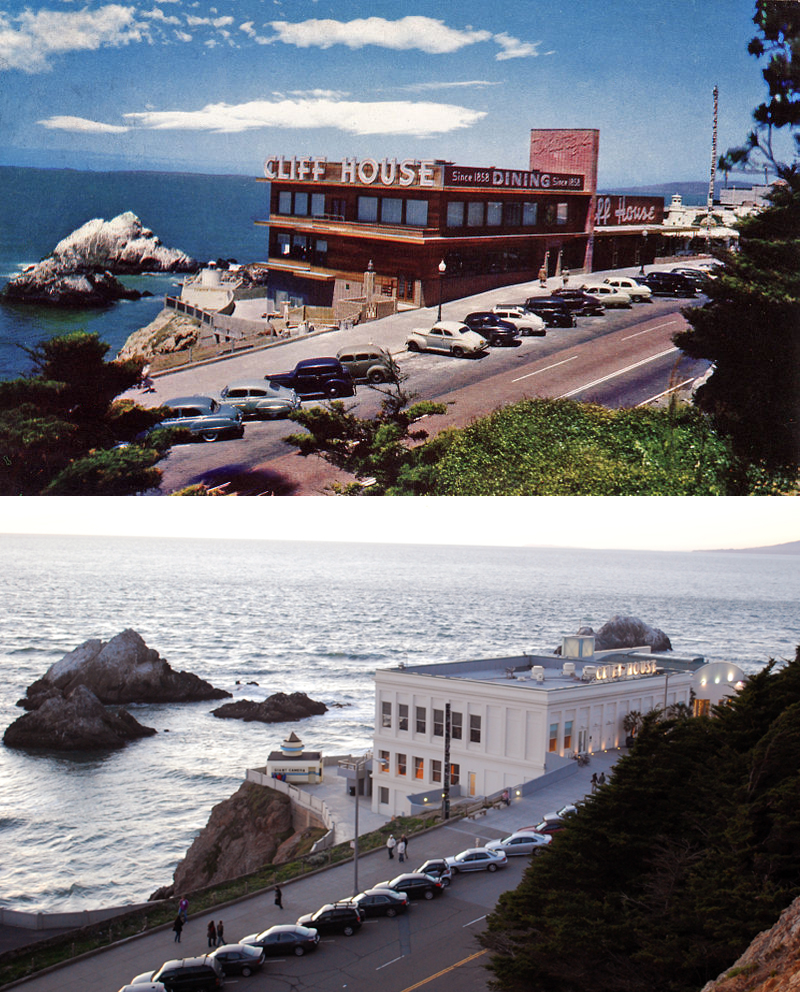
Nahoře: třetí Cliff House v roce 1951, dole: podoba z roku 2009 po renovaci dokončené v roce 2004

V rámci rozsáhlé rekonstrukce bylo v roce 2003 z budovy odstraněno mnoho z úprav provedených bratry Whitneyovými. Budově byla navrácena podoba z roku 1909. Bylo vystavěno také nové dvoupodlažní křídlo tyčící se nad pozůstatky Sutrových lázní (lázně vyhořely do základů 26. července 1966). Během rekonstrukce bylo Musée Mécanique přemístěno do městské části Fisherman's Wharf.
V Cliff House se nacházely dvě restaurace – Bistro Restaurant a formálnější restaurace Sutro's. Vedle toho místnost na terase sloužila jako nedělní brunch bufet. V budově byl také obchod s dárkovými předměty a na molu nad oceánem historická camera obscura. Firma Peanut Wagon pokračovala v provozování Cliff House a spolupracovala s NPS na rekonstrukci, která byla dokončena v roce 2004.
Během shutdownu americké federální vlády v roce 2013 americká správa parků nařídila uzavření restaurace. Majitelé se nařízení vzepřeli, ale nakonec byli donuceni zavřít. Po získání povolení znovu otevřeli 12. října 2013.

### Uzavření v roce 2021
Koncesionáři dne 13. prosince 2020 oznámili, že na konci roku definitivně skončí s provozem. Za nastalou situaci vinili finanční ztráty během pandemie covidu-19 a Správu národních parků (NPS), za prodlení s obnovou dlouhodobé smlouvy. Restaurace fungovala pod řadou krátkodobých smluv od července 2018. Podle webové stránky Správy národního parku byla nájemci (Peanut Wagon, Inc) nabídnuta smlouva na 3,5 roku, která však byla odmítnuta.
Správa národních parků sdělila „že je odhodlána udržovat tuto ikonickou budovu“, ale „proces hledání nového provozovatele je momentálně pozastaven, kvůli pandemii“. Dne 2. února 2021 rada San Francisco Board of Supervisors vydala rozhodnutí, v němž urguje NPS, aby ihned našla nového provozovatele restaurace, zatímco bude hledat nového nájemce. NPS potvrdila, že to má v plánu.

## V kultuře
- Oblast v těsné blízkosti Cliff House je součástí dějiště románu Jacka Londona Rudý mor (1912).[19]
- Jack London sem také zasadil setkání Maud Sangster a Pata Glendona jr. v románu The Abysmal Brute (1913).
- Americký spisovatel Wallace Stegner odkazuje na Cliff House ve svém Pulitzerovou cenou ověnčeném románu Angle of Repose (1971) v dopise od Susan Ward její přítelkyni Augustě, ve kterém popisuje návštěvu San Franciska v roce 1867.[20]
- Na obalu alba Imaginos od Blue Öyster Cult byl použit obraz druhého Cliff House.
- Cliff House se objevuje ve scéně z filmu Race Street z roku 1948 s Georgem Raftem v hlavní roli.
- Cliff House účinkuje ve videohře Watch Dogs 2 od Ubisoftu.
- Cliff House se krátce objeví ve vyvrcholení filmu Lineup z roku 1958 v Sutrových lázních, v hlavní roli s Elim Wallachem a v režii Dona Siegela.
- Americký básník Robert Frost odkazuje na Cliff House ve své básni „A Record Stride“ (A Further Range, 1936).